# 3 Aquarii
3 Aquarii (k Aquarii) é uma estrela na direção da Aquarius. Possui uma ascensão reta de 20h 47m 44.24s e uma declinação de −05° 01′ 39.4″. Sua magnitude aparente é igual a 4.43. Considerando sua distância de 445 anos-luz em relação à Terra, sua magnitude absoluta é igual a −1.24. Pertence à classe espectral M3IIIvar.